# Shinano (Nagano)
Shinano (jap. 信濃町 Shinano-machi) – miasto w Japonii, na wyspie Honsiu, w prefekturze Nagano. Według danych na rok 2020 miejscowość zamieszkiwało 7 739 mieszkańców , a gęstość zaludnienia wyniosła 51,8 os./km².